# Colonie de la rivière Orange
1900–1910
Entités précédentes :
- État libre d'Orange

Entités suivantes :
- Union d'Afrique du Sud (1910)
  -  État libre d'Orange
(province)

La colonie de la rivière Orange (Orange River Colony) était une colonie britannique d'Afrique du Sud fondée à partir de l'annexion de la république boer de l'État libre d'Orange en 1900, au cours de la seconde guerre des Boers.
En 1910, elle fut intégrée comme province du nouveau dominion de l'union d'Afrique du Sud sous son ancienne appellation d'État libre d'Orange

## Histoire
En 1899, la guerre entre la Grande-Bretagne et les républiques boers du Transvaal et de l'État libre d'Orange était déclarée. 
Le 28 mai 1900, Bloemfontein, la capitale de la république boer de l'État libre d'Orange, tombait aux mains des Britanniques et le 6 octobre suivant, l'État libre d'Orange était officiellement annexé à la couronne britannique sous le nom de colonie de la rivière Orange (Orange River Colony).
Le 4 janvier 1901, Sir Alfred Milner devenait le gouverneur de la nouvelle colonie. À cette époque, c'est à Bloemfontein qu'est situé l'un des plus grands camps de concentration du pays où sont internés plusieurs milliers de civils, femmes et enfants boers. L'infirmière et militante progressiste britannique Emily Hobhouse, choquée par les conditions de vie de ces derniers, notamment par leur état physique, l'insalubrité et par les ravages causés par les bronchites, pneumonies, dysenteries et typhoides, mènera une campagne active à son retour en Angleterre pour faire cesser les conditions effroyables dans lesquels vivaient les prisonniers des camps.
En 1902, la guerre des Boers prenait fin et l'État libre d'Orange, qui constituait un État indépendant depuis 1854 devenait une colonie britannique.
En 1904, les revendications boers pour obtenir un véritable gouvernement autonome montaient au sein de la population. Un nouveau parti politique pour promouvoir cette idée fut formé sous le nom de « Oranje Unie party ».
En 1905, Lord Selborne devint le nouveau gouverneur et se montra plus ouverts aux revendications boers.
Le 27 novembre 1907, la colonie de la rivière Orange obtenait son premier gouvernement avec l'élection au poste de premier ministre d'Abraham Fischer. La première et unique assemblée législative de la colonie comprenait 29 membres de Oranjie Unie, 5 Constitutionnalistes et 4 indépendants. Le général James Barry Hertzog était l'autre homme fort du gouvernement et occupait le poste de ministre de la justice alors que Christiaan de Wet, autre figure charismatique de la guerre des Boers et ex-président par intérim de l'État libre d'Orange, était ministre de l'agriculture.

## Liste des gouverneurs britanniques
- Field Marshal Roberts : commandant militaire du 28 mai 1900 au 6 octobre 1900
- Alfred Milner : 4 janvier 1901 - 1er avril 1905
- William Waldegrave Palmer : 2 avril 1905 - 7 juin 1907
- Sir Hamilton John Goold-Adams : 7 juin 1907 - 31 mai 1910

## Gouvernement de la colonie (27 novembre 1907-31 mai 1910)
- Premier ministre : Abraham Fischer
- Attorney-general (ministre de la justice ) et directeur de l'éducation : J.B.M. Hertzog
- Ministre du budget : Alfred Ernest William Ramsbottom (1860-1921)
- Ministre de l'agriculture : C.R. de Wet
- Ministre des mines, des terres et des travaux publics : Cornelius Hermanus Wessels (1851-1924)